# Фишер, Ренате
Ренате Фишер в замужестве Кёлер (нем. Renate Fischer; 1 июля 1943 года, Хемниц) — восточногерманская лыжница, призёрка чемпионата мира.

## Карьера
На Олимпийских играх 1968 года в Гренобле была 14-й в гонке на 5 км, 16-й в гонке на 10 км и 6-й в эстафете.
На Олимпийских играх 1972 года в Саппоро заняла 14-е место в гонке на 5 км, 9-е место в гонке на 10 км и 5-е место в эстафете.
На чемпионате мира 1970 года в Высоких Татрах завоевала серебряную медаль в эстафетной гонке, кроме того была 7-й в гонке на 5 км и 5-й в гонке на 10 км.